# Manuel Augusto Pirajá da Silva
Manuel Augusto Pirajá da Silva (Camamu, 1873 – Salvador, 1961) è stato un medico brasiliano.
Medico e parassitologo ricercatore, laureato alla scuola di medicina di Bahia nel 1896 (che oggi porta il nome di Università Federale di Bahia), con una tesi sulla "meningite cerebrospinale epidemica", esercitò come medico prima di cominciare, nel 1902, la sua carriera accademica come ricercatore e come professore assistente della cattedra di clinica medica presso la sua Università. Pirajá da Silva fu uno dei primi scopritori e studiosi della schistosomiasi in America; descrisse l'uovo di Schistosoma mansoni e fu responsabile dell'identificazione e della prima descrizione della cercaria di Schistosoma mansoni, nel 1908. Nel 1909 si spostò in Francia, per completare i suoi studi di microbiologia, all'Istituto Pasteur di Parigi, e poi in Germania, all'Istituto di malattie marittime e tropicali di Amburgo, dove nel 1912 pubblicò un notevole lavoro sulle cercarie di schistosoma. Successivamente, dal 1914 al 1935, assunse e mantenne la carica di professore di "storia naturale medica" nel Ginnasio Baiano. Fu nominato ispettore sanitario rurale nel 1921. Nel 1954, ricevette la medaglia "Bernhard Nocht" dall'Istituto tedesco di malattie tropicali, di Amburgo e, due anni dopo, la Gran Croce dell'Ordine del Merito Medico dalle mani del presidente brasiliano Juscelino Kubitschek per la sua vita dedicata al servizio della scienza e della cultura medica brasiliana. Morì a Salvador nel 1961.